# Trogoderma angustum
Trogoderma angustum är en skalbaggsart som först beskrevs av Antoine Joseph Jean Solier 1849.  Trogoderma angustum ingår i släktet Trogoderma och familjen ängrar. Arten är reproducerande i Sverige. Inga underarter finns listade i Catalogue of Life.

## Bildgalleri

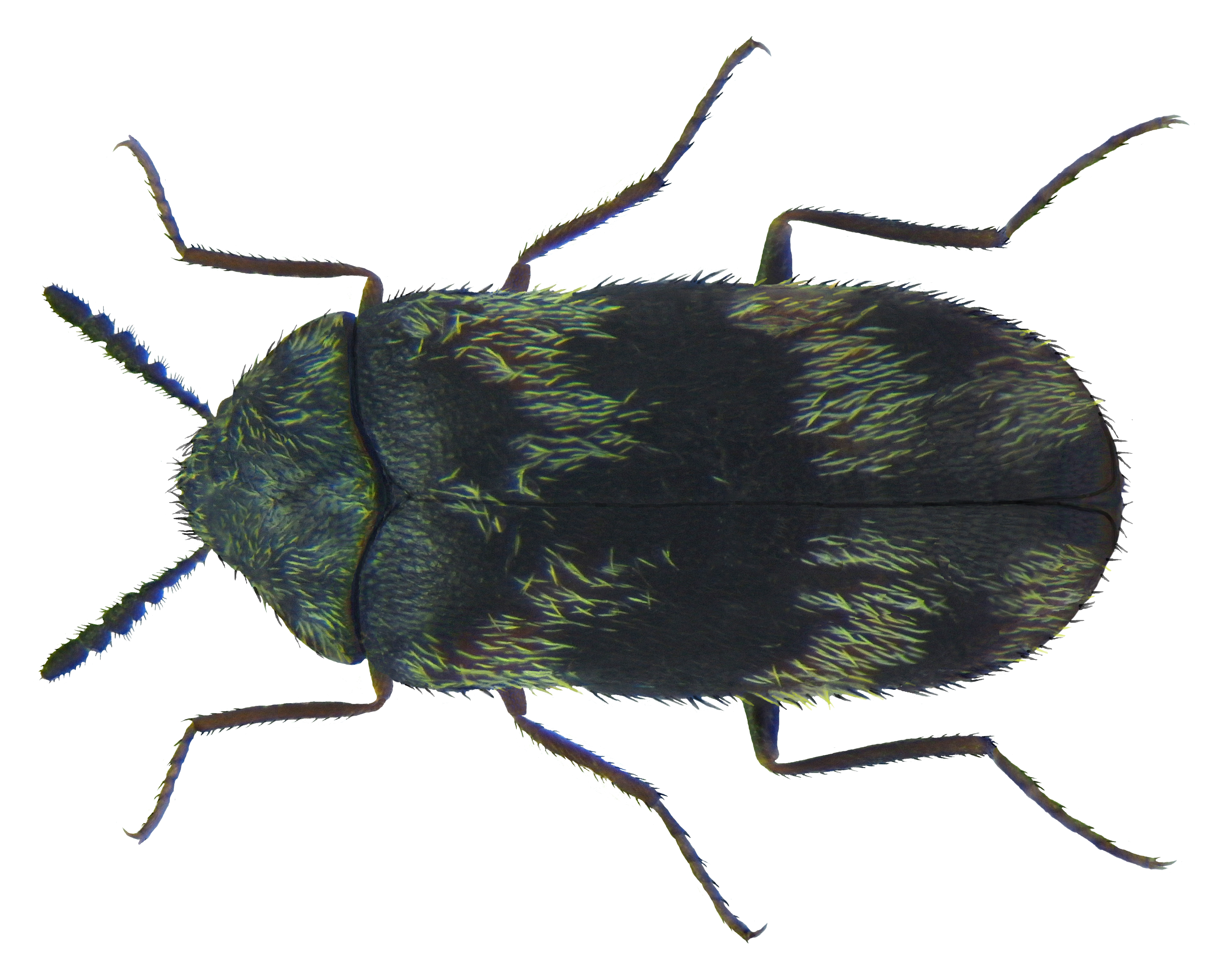
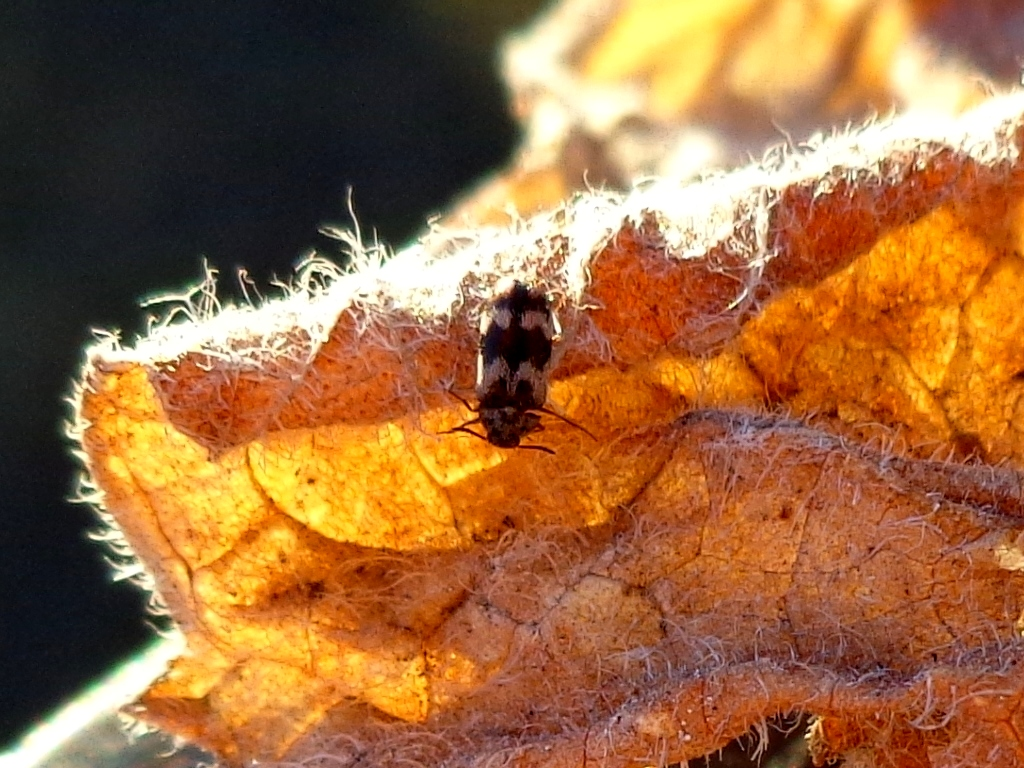